# Брэдфорд, Розали
Розали Брэдфорд (англ. Rosalie Bradford; 27 августа 1943 — 29 ноября 2006) дважды занесена в Книгу рекордов Гиннесса как самая толстая, а затем — как самая сильно похудевшая женщина в мире.
В 14 лет Розали Брэдфорд весила 202 фунтов (92 кг). В 15 лет она весила 309 фунтов (140 кг).
Розали Брэдфорд достигла пика веса в январе 1987 года: 1199 фунтов (544 кг) при росте 167,6 см. Её индекс массы тела составлял 193,6. В 1988 году она стала настолько подавлена и разочарована этим, что пыталась покончить с собой с помощью обезболивающих препаратов.
Ричард Симмонс, известное лицо в индустрии потери веса, связался с Розали. После телефонного разговора с Симмонсом она получила от него пакет, содержащий видеоматериалы с несколькими упражнениями, и специальный план питания. Розали начала делать физические упражнения — хлопать в ладоши, как это было показано на видео. «Это было единственное движение, которое я могла бы сделать», — пояснила она.
Розали стала соблюдать диету Симмонса и через год она похудела на 420 фунтов (190 кг). В конце концов она получила помощь от физиотерапевта и вскоре её вес снизился до 500 фунтов (226 кг), полная потеря составила 699 фунтов (317 кг). Брэдфорд придерживается диеты и в итоге её вес снижается до 280 фунтов (128 кг). Общая потеря веса составляет 917 фунтов (416 кг). Но затем она перестала придерживаться диеты и вес начал стремительно возвращаться, и менее чем за два года дошёл до 195 кг. Но женщина смогла взять себя в руки и в результате похудела до 90 кг. По словам её личного врача, из них не менее 30 кг были лишняя кожа и соединительные ткани.
Розали Брэдфорд умерла 29 ноября 2006 года в возрасте 63 лет в результате осложнений после операции по удалению лишней кожи.